# Битва при Лапполі
Битва при Лапполі, битва при Сторкюрі (швед. Slaget vid Storkyro) або битва біля Напо (фін. Napuen taistelu) — битва Великої Північної війни, відбулася між російськими і шведськими військами 19 лютого (2 березня) 1714 року біля фінського села Лаппола, по-фінськи Напо (фін. Napue).

## Перед битвою
До 1703 році сили росіян досягли гирла Фінської затоки, де Петро I заснував місто Санкт-Петербург. Оскільки шведська армія була переважно зайнята в Речі Посполитій, у неї не було можливості захищати її Прибалтійські території. Після Полтави Росія захопила всю Лівонію, Естляндіїю, Інгерманландію, а також округу Виборг, Кексгольм і Карельський перешийок. Коли Карл XII відмовився вести мирні переговори, Росія і Данія окреслили план нападу на Стокгольм. Було розроблено 2 маршрути: перший — через південну Швецію, другий — через Фінляндію і Аландські острови. Більш важливим вважали напад на півдні, а проте, атаку на Фінляндію теж вирішено було провести, щоб заблокувати там більшу частину шведської армії. Однак цим планам не судилося збутися — в 1710 році шведський фельдмаршал Магнус Стенбок завдав данським військам поразки під Гельсінгборгом.
Напад на Фінляндію Росії проходив не так, як було заплановано. Цар Петро, який вів війну з Османською імперією, вирішив відкласти завоювання Або через нестачу солдат. Спочатку військові дії російської армії у Фінляндії обмежувалися швидкими розвідувальними операціями і набігами, проведеними з метою зайняти південно-східну Фінляндію і спустошити її, що своєю чергою було спрямоване на знищення шведської «бази», яку Карл міг використовувати для атаки на райони, що належали Санкт-Петербургу. Масований наступ росіян у Фінляндії почався в 1713 році, після того, як рік тому через проблеми в тилу зірвався головний наступ. Вже в травні Петро I і його галерний флот були помічені у Фінській затоці в районі Гельсінгфорса, а протягом літа вся південна Фінляндія була зайнята російськими військами. Шведи, очолювані Георгом Любекером, відійшли вглиб країни. Перш ніж повернутися в Росію, Петро наказав Ф. М. Апраксіну напасти на Фінляндію взимку.

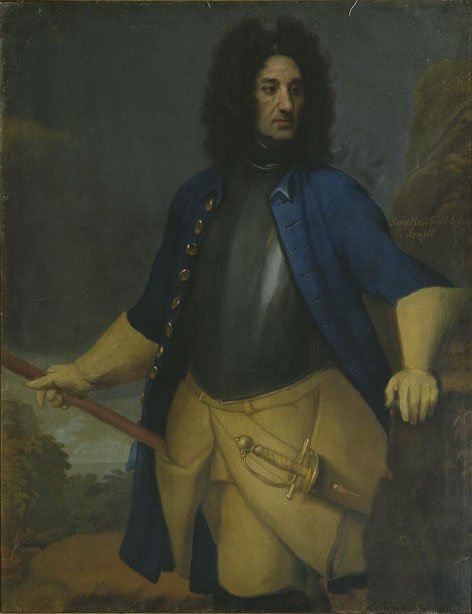
Карл Густав Армфельдт(1666—1736)

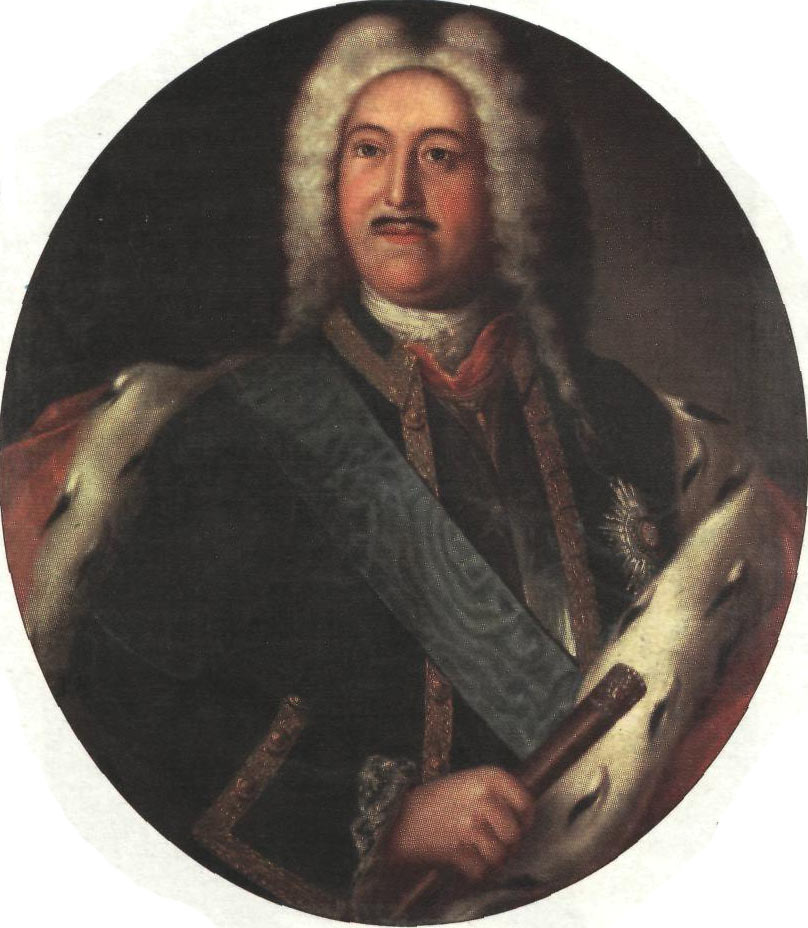
Голіцин Михайло Михайлович(1675—1730)

У серпні 1713 року командувати фінською армією замість Любекера був призначений генерал-майор Карл Густав Армфельдт. Він опинився в дуже складному становищі: колишній командувач залишив армію кинутою напризволяще, голодною, сплюндрованою. Йти в розвідку було неможливо, так як кіннота була надто стомлена, щоб виконати ці обов'язки. У 1714 році у фінську Остроботнію вторглася армія російського генерала-поручика князя М. М. Голіцина. У лютому Армфельдт розмістив свої сили у Напо (Лаппола), на схід від міста Вааса, і зайняв оборонну позицію. На військовій раді, що відбулася 16 лютого, Армфельдт оголосив, що він має намір залишитися на позиціях і дати бій. Руйнувалися надії шведів: армія була ослаблена після зимових атак, армія суперника, що перевершує в чисельності шведів, стрімко наближалася, фінська армія вже не чекала підкріплення.

## Російська армія
Піхота під командуванням генерала поручика В. І. Бутурліна і генерал-майора П. Р. Чернишова налічувала 5588 особи: Гренадерський полк Д. Більса, Великолуцький (Луцький) полк А. Остафьєва і 8 зведених батальйонів від інших полків.
Кавалерія налічувала дві драгунські бригади: генерал-майора Ф. Чекіна (він же замінив в якості командира драгунів хворого А. Р. Волконського; 4 полки) і бригадира А. Чернцова (3 полку і «генеральський шквадрон» А. Д. Меншикова), всього 2907 осіб.
У складі армії М. М. Голіцина перебували 6 полків наказного отамана Війська Донського В. Фролова (1-1,6 тис. осіб).
Артилерія нараховувала 12 гармат: 8 2-фунтових і 4 2-фунтові, по 2 на драгунську бригаду.

## Шведська армія
Регулярна піхота налічувала 3033 особи, кавалерія під командуванням полковника барона Райнхольда Юхана де ла Барра — 1547, ландміліція — 1086.
Артилерія майора Клевершельда налічувала 6 3-фунтових гармат і одну 6-фунтову гаубицю при 48 артиллеристах.

## Битва
Росіяни наближалися до Напо зі сходу, спочатку просуваючись вздовж замерзлої річки Кюренйоки. Коли росіяни опинилися в полі зору шведів, праве крило кінноти відійшло на північ через знаходження в зоні досяжності шведських гармат. Замість того, щоб формувати військо паралельно зі шведами, Голіцин мав намір напасти на лівий фланг шведів. Або за плату або через силу найняти людей, щоб провести російську армію через заморожені болотисті ліси на північ від річки. В такому випадку російська армія зайняла б дуже вигідні позиції і зайняла б краще становище, щоб напасти на лівий фланг шведів.

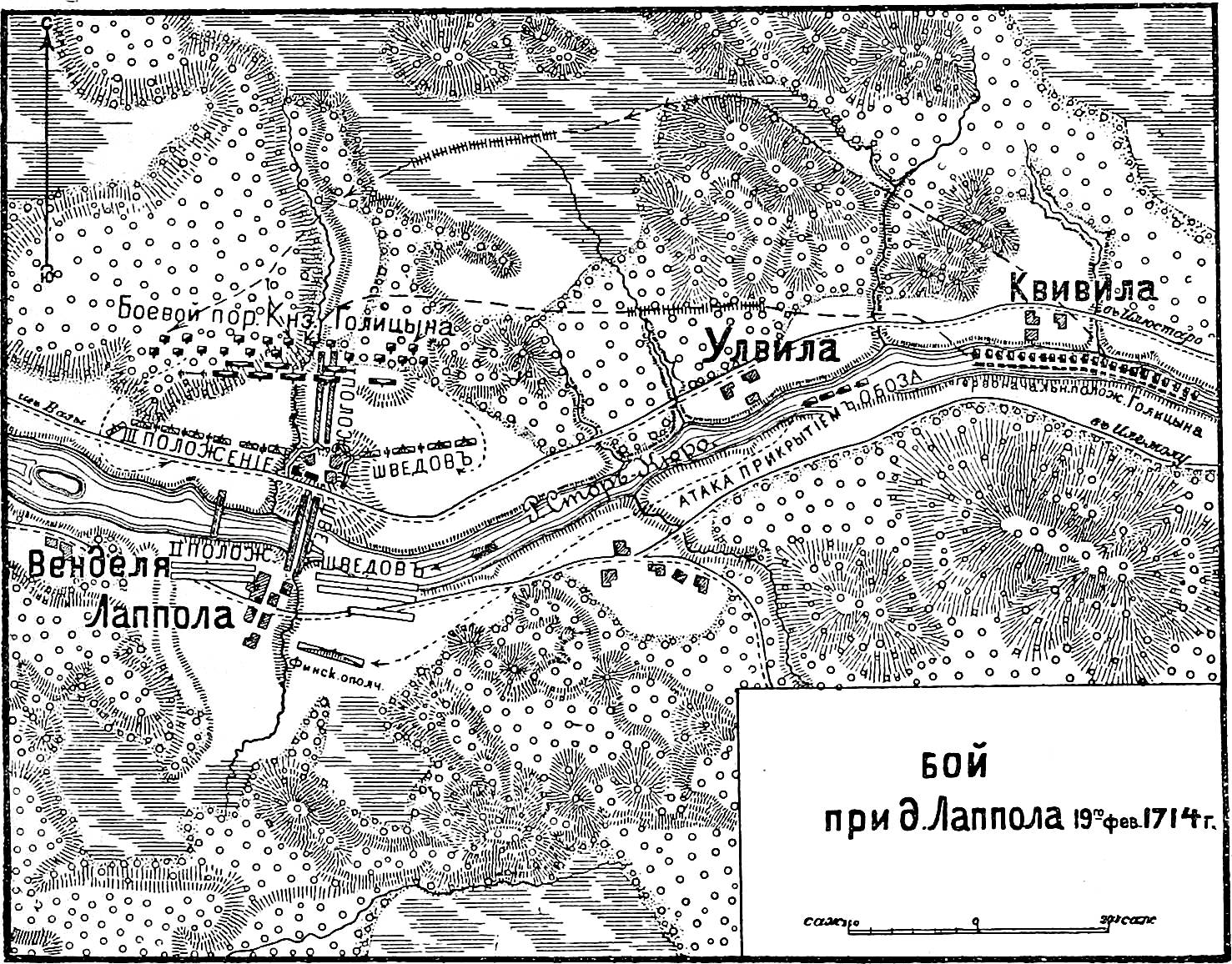
Театр військових дій (малюнок з статті «Лаппола» Військова енциклопедія Ситіна")

Армфельдт і його радники спостерігали за пересуваннями російської армії. Вранці 19 лютого (2 березня за новим стилем) прибули козаки і драгуни, в той час як головні сили були підготовлені для атаки вдень. Оскільки бій міг початися в будь-який момент, Армфельдт вибудував шведів і закликав їх боротися за короля і країну. Як цей заклик був сприйнятий військом, невідомо, але у звіті Армфельдта написано про те, що їх війська «показали неймовірну хоробрість і лояльність до смерті і на колінах і з сяючими очима вони просили у Бога допомогу». Армфельдт зрозумів, що росіяни готують хитрість, коли невеликий загін їх кіннотників продовжував просуватися вздовж річки, незважаючи на те, що основні сили відійшли на північ. Занадто пізно розгадавши цей маневр, він наказав своїй армії негайно розвернутись на північ, щоб відобразити атаку. Він побудував свої війська для випереджальної атаки. Правому флангу шведів спочатку сприяв успіх, вони завдали по лівому крилу російських найсильніший удар з гармат, а піхота кинулася в багнети.
Лівий фланг російської армії не був до кінця вишикуваний і перебував у хаотичному стані під час шведської атаки. Однак, незважаючи на початковий успіх шведів, росіяни зуміли довершити побудову військ і стабілізувати ситуацію всередині лівого флангу, а незабаром позначилося і їх чисельна перевага. Правий фланг російської армії був організований краще і відбив шведську атаку. Шведська кіннота була зупинена, оточена і розбита драгунами і козаками, а війська, що знаходилися на лівому фланзі, знищувалися в жорстокій боротьбі. Армфельдт спробував допомогти оточеним військам лівого флангу, але Голіцин направив основні сили проти центру шведської армії. В результаті лівий фланг був знищений, а правий — розбитий військами Голіцина, після чого шведська піхота кинулася відступати.

## Після битви

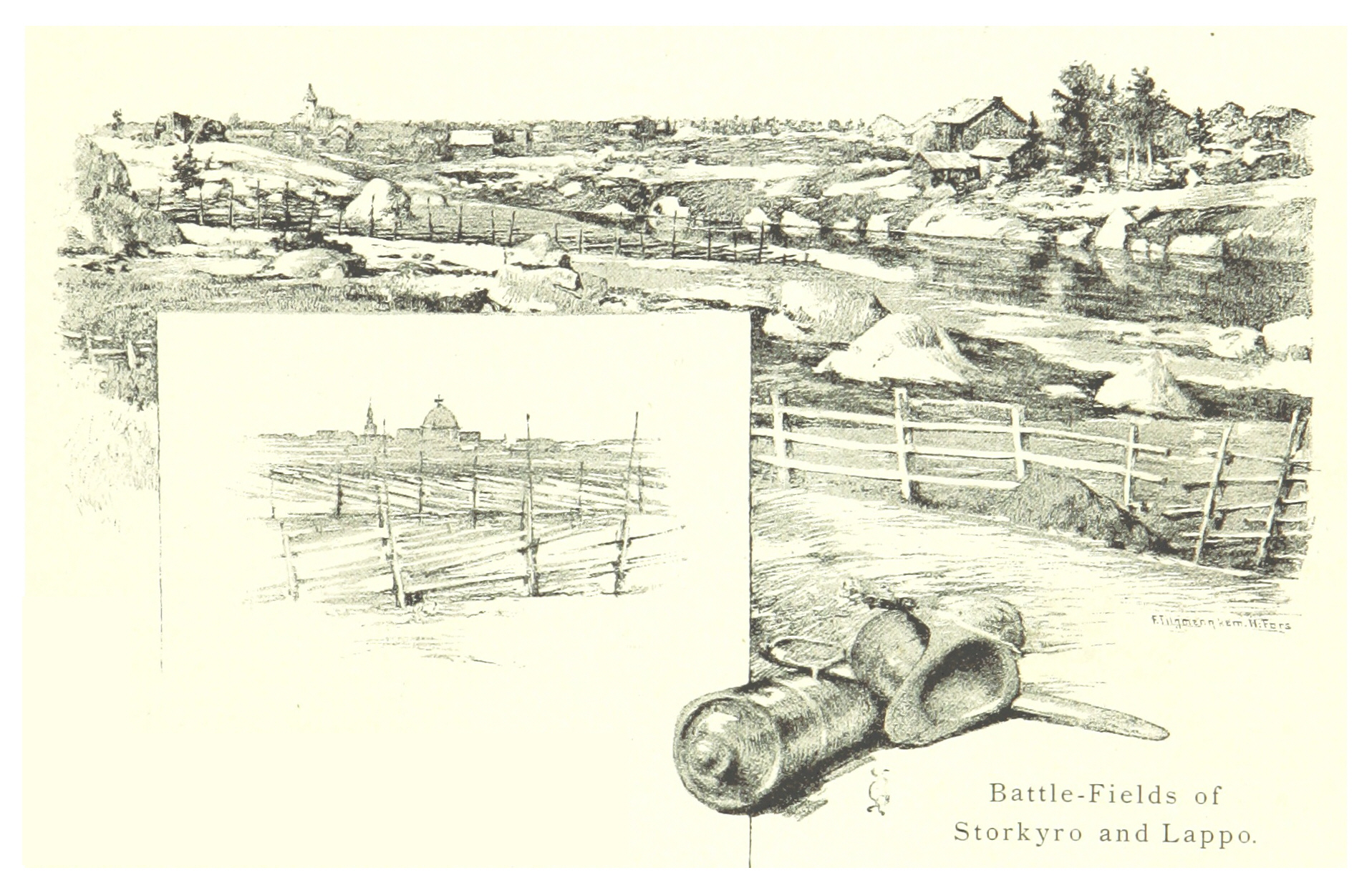

Бій завершився повним розгромом фінської армії шведів, втрати шведів досягли майже 3000 осіб. Багато полоненних стікали кров'ю або замерзли і загинули в ніч після битви, тіла їх були залишені лежати на полі битви ще кілька тижнів. Росіяни також понесли серйозні втрати: в цілому — близько 1500 поранених і вбитих. Більшість загиблих росіян було поховано на цвинтарі Лаппольскої церкви.
Стратегічне значення перемоги у Лаппольскій битві полягало в тому, що росіяни змогли фактично керувати всією Фінляндією протягом декількох років, і готувати плацдарм для подальшої війни проти Швеції. За заслуги М. М. Голіцин отримав чин генерал-аншефа і 10 тисяч рублів, які він витратив на шиття чобіт своїм обношеним солдатам. Для найбільш успішних офіцерів було вибито 35 золотих медалей «За Вазський бій».
Тяготи цього часу відбилися на населенні Фінляндії і проявились у назві епохи як Велике Лихоліття (фін. Isoviha). Швеція була занадто слабка, щоб вибити росіян із Фінляндії. Успіхи російського флоту в Туркському архіпелазі дозволили російському флоту допомагати сухопутним військам у Фінляндії.